# Van Wuyckhuisepolder
De Van Wuyckhuisepolder (ook: Van Wyckhuisepolder) is een polder ten zuiden van Hoek, in de Nederlandse provincie Zeeland. 
De polder kwam tot stand door afdamming van het meest oostelijke deel van de Braakman, daar waar deze overging in het Axelse Gat. De werken kwamen gereed in 1912 en stonden onder leiding van Isaak Levinus van Wuyckhuise, hoofdopziener der Domeinen in Zeeland, aan wie deze polder zijn naam ontleende.
De polder is 214 ha groot. In de noordwesthoek van de polder bevindt zich De Nol en het natuurgebied Mauritsfort.
In 1918 kwam de Tramlijn Philippine - Zaamslag gereed, welke in 1949 weer werd opgeheven. Deze doorkruiste ook de Van Wuyckhuisepolder, waartoe coupures moesten worden aangebracht. De coupure in de dijk tussen deze polder en de Nieuw-Westenrijkpolder werd in 2011 weer in oude glorie hersteld.